# Phineas Rice Hunt

Phineas Rice Hunt (1816-1878), (* East Douglas, Condado de Worcester, Massachusetts, Estados Unidos, 30 de Janeiro de 1816 † Pequim, China, 29 de Maio de 1878) foi missionário estadunidense na Índia e na China, autor de inúmeras publicações e também da obra "Ornitologia da Índia", além de ter sido o supervisor de uma tradução da Bíblia para o mandarim.

## Biografia
P. R. Hunt era filho de Ezekiel Hunt (1771-1849) e nasceu no Condado de Worcester, no estado de Massachusetts, EUA..  Em 1839, ele foi para a Índia, onde durante 27 anos ele foi diretor do Conselho Americano de Encarregados das Missões Estrangeiras em Madras, na Índia, onde publicou uma edição melhorada da Bíblia em Tamil, bem como um dicionário de tamil compilado por Miron Winslow.  Ele também atuou como tesoureiro da missão americana até o seu encerramento em 1866.  Depois de uma estadia nos Estados Unidos, ele e a sua esposa Abigail Nims empreenderam trabalhos semelhantes na China, em 1868, estabelecendo a primeira operação com tipos móveis metálicos em Pequim, além de supervisionar a produção de uma nova tradução da Bíblia para o mandarim e também de um Livro de Orações.
Embora treinado apenas como editor e aparentemente não tendo aprendido nenhum idioma local, Hunt trabalhou intimamente apenas com residentes de fala inglesa e com outras congregações tanto na Índia, como na China, sempre externando a esperança de que "Deus permitiria conquistar algumas almas para Ele antes que ele morresse." 
Ele morreu em Pequim, na China, de febre tifóide, um ano após o falecimento de sua esposa.

## Publicações
- Ornitologia da Índia - obra em inglês (Internet Archive)
- Gramática do Idioma Tamil - autor C. T. E. Rhenius (1790-1838)
- O Novo Testamento - autor C. T. E. Rhenius (1790-1838)
- A Bíblia Sagrada no idioma tamil - autores: Johann Philipp Fabricius (1711-1791) e C. T. E. Rhenius (1790-1838).

## Descendência
Phineas Rice Hunt foi casado com Abigail Nims e teve com ela quatro filhos:
- Abigail Elisabeth Hunt (* 20 Nov 1840 † 2 Dez 1848)
- Lavina Hunt (* 4 Out 1842 † 13 Set 1844)
- Jesse Edwards Hunt nascido em 10 de março de 1844.
- Myron Winslow Hunt nascido em 5 de dezembro de 1846.